# Palau Miani Coletti Giusti
El Palau Miani Coletti Giusti (també conegut simplement com a Palau Giusti o com a Palau Duodo ) és un palau de Venècia, situat al barri de Cannaregio, amb vistes al costat esquerre del Gran Canal entre la Ca' d'Oro i el Palau Fontana Rezzonico.

## Història
El palau, tal com està gravat a la façana, va ser construït l'any 1766: va canviar de propietari diverses vegades, havent estat propietat de la família Miani, la família Coletti i la família Giusti. Juntament amb el Ca' d'Oro, alberga la Galeria Franchetti.

## Arquitectura
Caracteritzat per una façana verdosa lineal, obra d'Antonio Visentini, el palau s'estén per quatre plantes i es caracteritza per algunes peculiaritats, com ara la presència de quatre portals d'aigua envoltats de semi columnes dòriques i separats per tres nínxols que contenen estàtues que representen homes de l'època, nombroses finestres monófores que substitueixen les finestres polifores típiques de les plantes principals (tot i que el ritme ajustat de la composició redueix tant la distància entre les finestres monófores centrals que les fa semblar una sola finestra polifora), una línia de ràfec particularment marcada caracteritzada per un arc senzill, una imponent finestra de mansarda i dues terrasses amb una balustrada amb petites columnes. En general, hi ha diverses al·lusions a l'estil promogut per Andrea Palladio. La segona planta principal es caracteritza per la presència de dues fornícules circulars tancades en timpans triangulars.